# Výluka (železnice)
Výluka je pojem označující plánované či neplánované zastavení nebo omezení provozování některého prvku železniční infrastruktury, případně i jiného prvku železniční dopravy.
Pro každou plánovanou výluku musí být vydán Výlukový rozkaz, který mj. určuje místo, čas, rozsah a postup prací, nutná bezpečnostní opatření i zodpovědného pracovníka.
Neplánovaná výluka smí být zahájena jen k odstranění překážky která provoz zastavila nebo je-li ohrožena bezpečnost provozu.
Z tohoto základního vymezení vyplývá, že lze definovat velké množství druhů výluk, ale mezi nejběžnější typy výluk v železničním provozu patří tyto:
- výluka traťové koleje

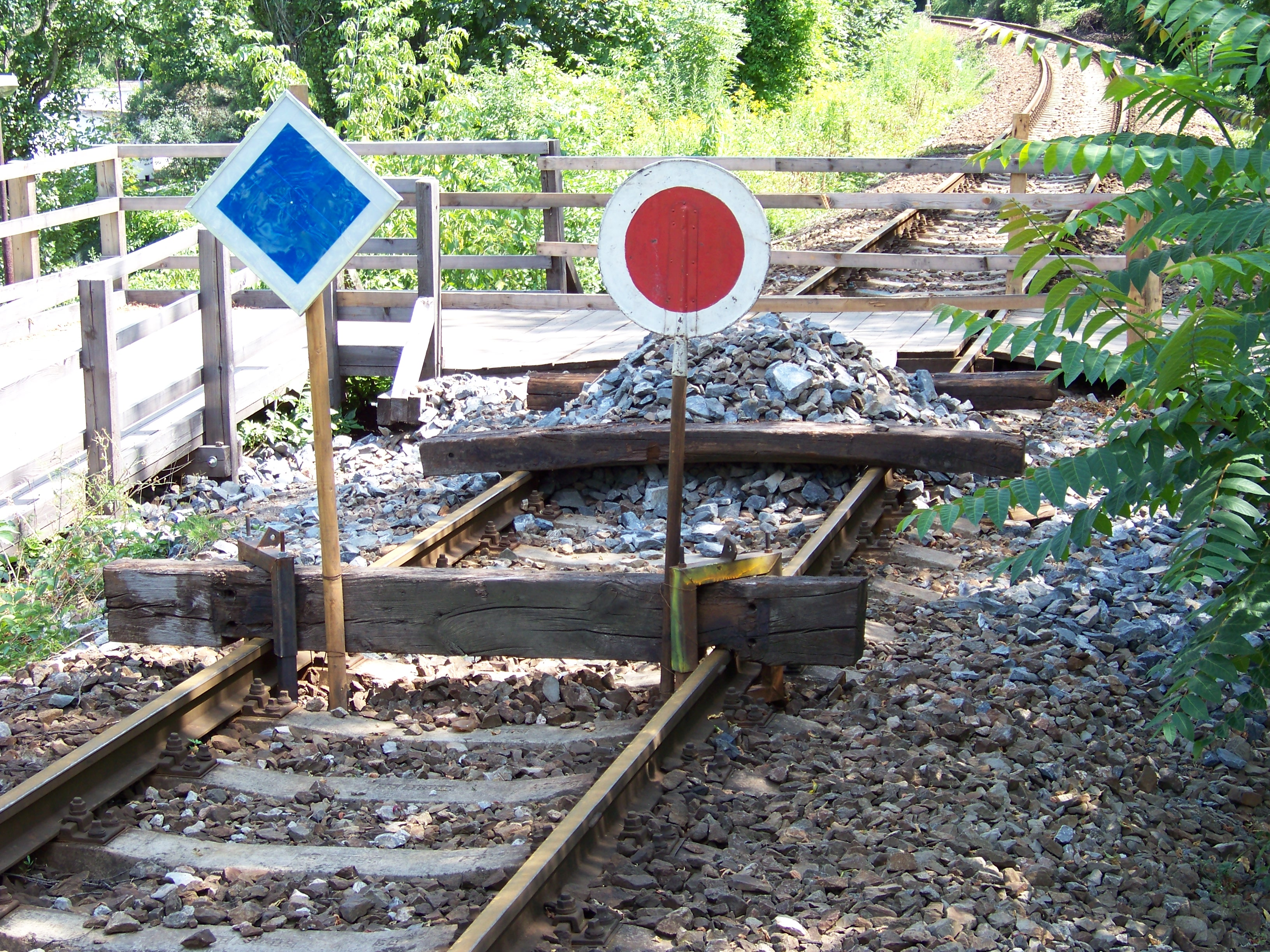
Červený terč kryjící vyloučenou traťovou kolej

- výluka části stanice (koleje, výhybky apod.)
- napěťová výluka
- výluka (vypnutí) zabezpečovacího zařízení
- výluka služby dopravních zaměstnanců

## Výluka traťové koleje
K vyloučení traťové koleje může dojít z několika důvodů, tím nejčastějším bývá výluka z důvodu opravy či modernizace této koleje nebo zařízení s touto kolejí souvisejících (např. elektrizace koleje či oprava stávajícího trakčního vedení, oprava přejezdu apod.). K výluce však může dojít i z důvodu špatného technického stavu koleje (např. v důsledku nehody nebo dlouhodobě zanedbané údržby). V případě nízkého využití dvoukolejné či vícekolejné trati pak může být některá z kolejí této trati také dlouhodobě vyloučena.
V případě výluky z důvodu stavebních prací lze výluku traťové koleje rozdělit podle délky trvání na nepřetržitou, nebo denní. Nepřetržitá výluka trvá více než 24 hodin bez přerušení, denní výluka je pak kratší. Denní výluky se mohou opakovat několik dní po sobě.
V případě výluky jednokolejné trati s osobní dopravou je místo vlaků provozována náhradní autobusová doprava, případně jsou osobní vlaky vedeny odklonem (je-li to možné), což se týká především dálkové dopravy. Nákladní doprava je zastavena, nebo jsou nákladní vlaky vedeny odklonem.
V případě výluky dvou- či vícekolejné tratě jsou vlaky osobní i nákladní dopravy vedeny po provozovaných kolejích daného traťového úseku. V případě nedostatku propustné výkonnosti však může být i v tomto případě zahájena náhradní autobusová doprava (zpravidla jen pro část vlaků) nebo je určitá část vlaků vedena odklonem. 
Jsou-li na dvou- či vícekolejné trati současně vyloučeny všechny traťové koleje, jedná se o tzv. nickolejný provoz. Tento stav nastává často v případě rekonstrukce dvoukolejné trati, kdy je nepřetržitě vyloučena jedna traťová kolej a v období slabšího provozu (tj. většinou v noci) probíhá z momentálně nerekonstruované koleje klopení kameniva do nepřetržitě vyloučené koleje. Po tuto dobu je tady krátkodobě vyloučena i kolej, ze které probíhá klopení.

## Napěťová výluka
Při napěťové výluce dojde k vypnutí napájení trakčního vedení nad určitou částí provozované či neprovozované trati, stanice, či jejich částí.
Dojde-li k napěťové výluce bez zastavení provozu na trati pod vypnutým trakčním vedením, musí elektrická hnací vozidla projíždět daným úsekem se staženým sběračem. 
Jde-li v tomto případě pouze o napěťovou výluku stanice nebo jen její části, mohou vlaky vedené elektrickými hnacími vozidly daným úsekem projet setrvačností se staženým sběračem bez dalších opatření. V případě zastavujícího vlaku pak dojde k jeho vysunutí až na místo, kde již není napěťová výluka (tj. např. za obvod stanice), lokomotivou nezávislé trakce.
V případě, že se jedná o delší úsek (tj. především celá traťová kolej), nebo není možné, např. z důvodu velkého stoupání, projet vyloučeným úsekem setrvačností, musí být ve vhodné stanici před vyloučeným úsekem k vlaku přivěšena přípřežní lokomotiva nezávislé trakce, které vlak proveze úsekem bez napětí, a poté je opět ve vhodné stanici od vlaku odvěšena.

## Výluka zabezpečovacího zařízení
Výlukou (vypnutím) zabezpečovacího zařízení se rozumí zásah do zařízení, při němž se zruší částečně nebo úplně např. tyto dosavadní závislosti:
- pojížděných a odvratných výhybek, výkolejek a seřaďovacích návěstidel na hlavních návěstidlech nebo mezi sebou,
- vjezdových, odjezdových a cestových návěstidel mezi sebou,
- zakázaných současných jízdních cest,
- přejezdových zabezpečovacích zařízeních na návěstidlech nebo na prostředcích pro spolupůsobení vozidel na jejích činnost,
- traťového souhlasu mezi stanicemi.

Zaměstnanci oprávnění k vypnutí se musí před zahájením výluky přesvědčit, zda byla učiněna předepsaná opatření k zajištění bezpečnosti a plynulosti dopravy.

Opatření jsou stanovena Výlukovým rozkazem a příslušnými ustanoveními drážních předpisů.
Je-li nutno udržet provoz po dobu výluky a je to účelné, zřizují se po dobu výluky závislosti náhradní (např. pomoci výměnových zámků).

Stavění jízdních cest se řídí Závěrovou tabulkou.
Zabezpečovací zařízení se před uvedením do provozu (ukončení výluky) musí přezkoušet, hlavně opravovaná část a její návaznost na ostatní prvky zařízení. 
Přezkušování provádí udržující zaměstnanec společně s dopravním zaměstnancem.

## Výluka služby dopravních zaměstnanců
Jedná se o stav, kdy je daná dopravna (stanice, výhybna, hradlo, hláska) nebo závorářské stanoviště po určitou dobu nebo trvale neobsazena dopravním zaměstnancem (výpravčí, hradlař, hláskař, závorář).
Dochází k tomu zejména v těch případech, kdy po určitou dobu není nutné, aby daná dopravna vykonávala svou funkci pro řízení sledu vlaků. Zpravidla je toto opatření používáno v nočních hodinách, v určitých dnech (např. víkendy, svátky) nebo i po celou dobu trvání daného grafikonu vlakové dopravy. Daná dopravna se pak chová jako by na dané trati nebyla, tj. z dopravního hlediska se po dobu výluky jedná o širou trať. Případně může dojít ke změně charakteru dopravny, např. stanice se po určitou dobu mění na hlásku apod.